# Crisis del techo de deuda de Estados Unidos de 2023
El 19 de enero de 2023, Estados Unidos alcanzó su techo de deuda, lo que provocó una crisis del techo de deuda, parte de un debate político en curso dentro del Congreso sobre el gasto del gobierno federal y la deuda nacional que acumula el gobierno de Estados Unidos. En respuesta, Janet Yellen, la Secretaria del Tesoro, comenzó a promulgar «medidas extraordinarias» temporales. El 1 de mayo de 2023, Yellen advirtió que estas medidas podrían agotarse ya el 1 de junio de 2023; esta fecha se pospuso posteriormente hasta el 5 de junio de ese año.
El techo de la deuda se había incrementado varias veces desde el estancamiento del techo de la deuda de 2013, todo ello sin condiciones previas presupuestarias; el aumento más reciente fue en diciembre de 2021. En el estancamiento de 2023, los republicanos propusieron recortar el gasto a los niveles de 2022 como condición previa para aumentar el techo de la deuda, mientras que los demócratas insistieron en un «proyecto de ley limpio» sin condiciones previas, como había sido el caso al aumentar el techo tres veces durante la administración de Donald Trump.
Si el gobierno se queda sin fondos, el Tesoro tendría que incumplir los pagos a los tenedores de bonos o restringir inmediatamente el pago de los fondos adeudados a varias empresas e individuos que habían sido ordenados pero no financiados en su totalidad por el Congreso. Se esperaría que ambas situaciones resultaran en una crisis económica global. Además, si el gobierno federal no pudiera emitir nueva deuda, tendría que equilibrar su presupuesto imponiendo recortes presupuestarios que, en total, equivaldrían al 5 % del tamaño de la economía estadounidense.
El constitucionalista Laurence Tribe aseguró que un incumplimiento sería inconstitucional debido a la 14ª Enmienda y que el gobierno estaría obligado a pagar sus deudas a pesar de alcanzar el techo de deuda. El presidente Joe Biden dijo que estaba considerando invocar la 14ª enmienda porque sentía que tenía autoridad para hacerlo, pero cuestionó si podría hacerse a tiempo para evitar el incumplimiento dada la posibilidad de que pudiera ser apelada.
El 27 de mayo, Biden y el entonces presidente de la Cámara de Representantes, Kevin McCarthy, llegaron a un acuerdo para aumentar el techo de la deuda pero limitar el gasto federal; el proyecto de ley resultante, la Ley de Responsabilidad Fiscal de 2023, fue aprobado por la Cámara el 31 de mayo y el Senado el 1 de junio Biden lo promulgó el 3 de junio, poniendo fin a la crisis.

## Contexto

### El déficit y la deuda pública

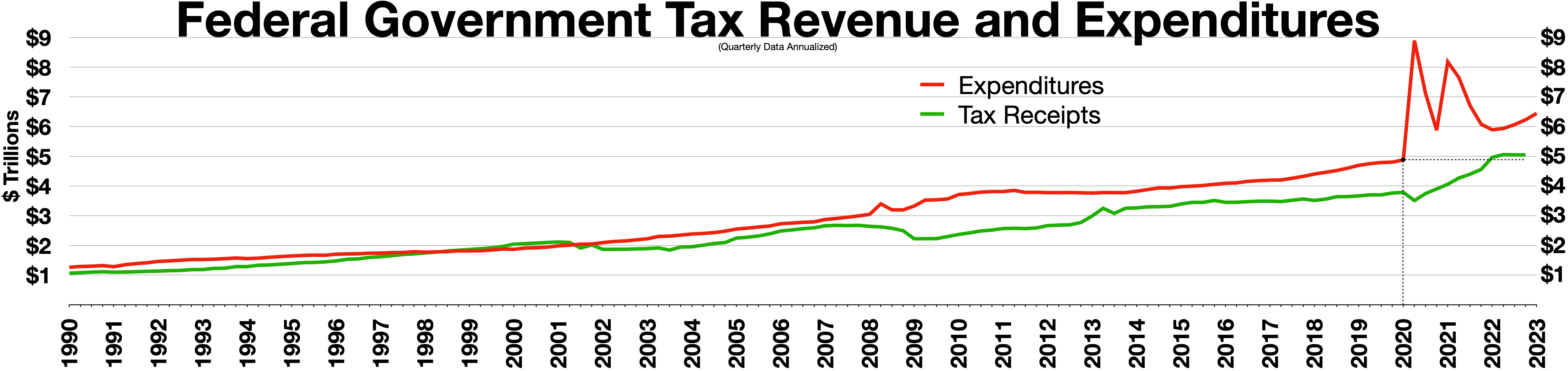
Ingresos y gastos tributarios del gobierno federal.

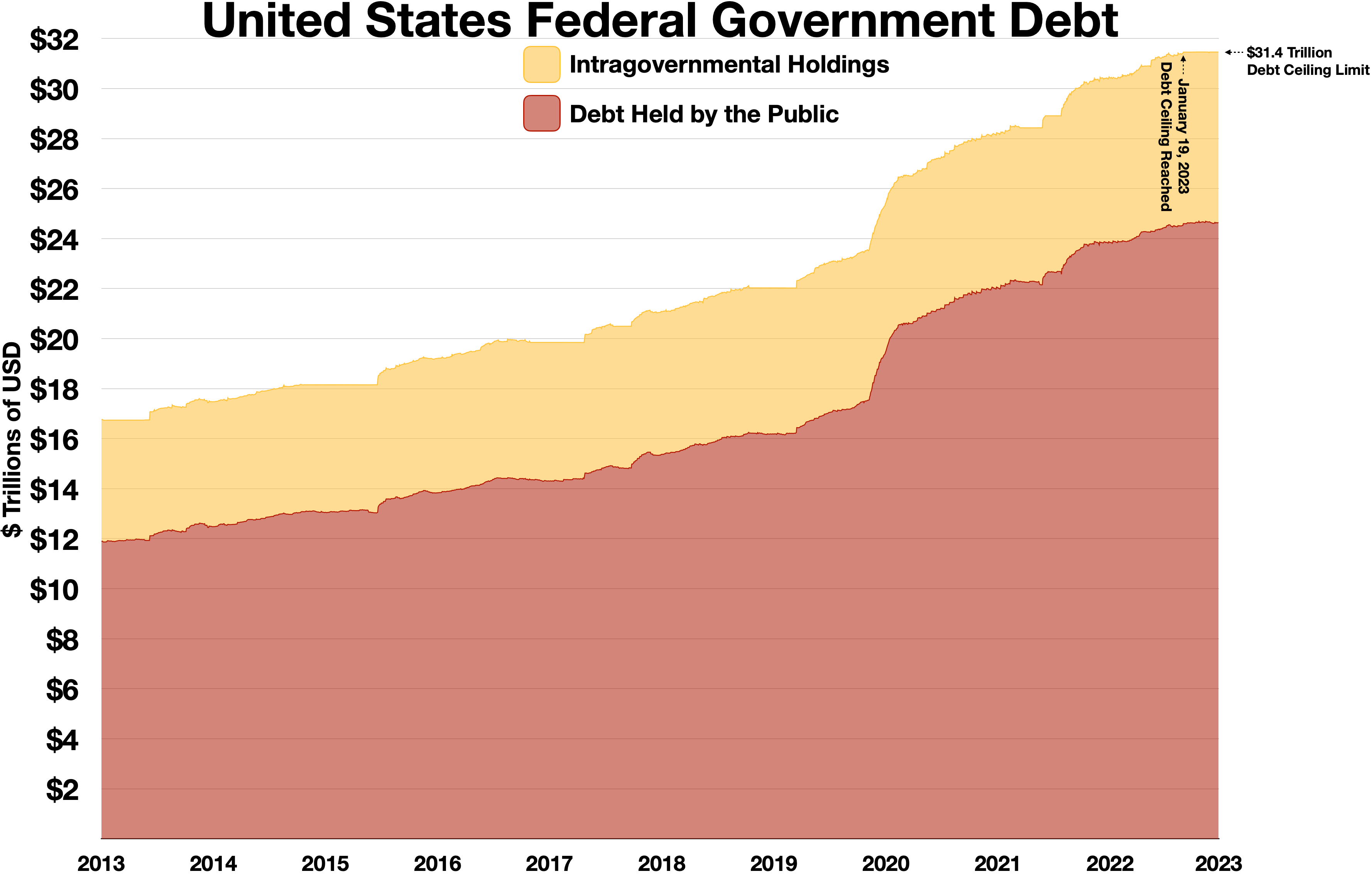
Deuda del gobierno federal.

#### Presupuesto federal y déficit
En 2019, cerca del 60 % del presupuesto federal se destinó a gastos obligatorios para programas como la Seguridad Social, Medicare y Medicaid, y otro 30 % se destinó a gastos discrecionales (la mitad del cual se destinó a defensa). El 9 % restante se destinó a pagar los intereses de la deuda. Mientras tanto, se esperaba que tanto los programas de gasto obligatorio como los intereses de la deuda absorbieran una proporción cada vez mayor del presupuesto federal, mientras que se esperaba que los ingresos tributarios permanecieran estancados.
En el año fiscal 2022, el gobierno federal recaudó 4,9 billones de dólares, pero gastó 6,27 billones de dólares, con un déficit presupuestario neto de 1,38 billones de dólares (el cuarto más alto del siglo XXI). Además, ha tenido déficits todos los años desde 2001, cuando tuvo superávit por última vez. Financiar un déficit requiere que el gobierno tome dinero prestado.
Sin embargo, con base en Artículo 1, Sección 8, Cláusula 2 de la Constitución de los Estados Unidos, sólo el Congreso tiene la autoridad para tomar dinero prestado «sobre el crédito de los Estados Unidos».

#### Techo de la deuda
El techo de deuda de Estados Unidos es un límite legislativo que determina cuánta deuda puede tomar el Departamento del Tesoro. Se introdujo en 1917, cuando el Congreso votó para otorgar al Tesoro el derecho de emitir bonos para financiar la participación de Estados Unidos en la Primera Guerra Mundial, en lugar de emitirlos para proyectos individuales, como había sido el caso en el pasado. En 1939, el Congreso otorgó al Tesoro el derecho de emitir y gestionar deuda, aunque limitó la cantidad que podía emitir. De 1939 a 2018, el Tesoro aumentó 98 veces el techo de deuda, reduciéndolo 5 veces. Si bien el Tesoro puede pedir prestado dinero para pagar los gastos federales, el Congreso limita sus poderes.
En otras palabras, el Tesoro puede pedir prestado dinero para pagar los gastos federales, pero sólo en la cantidad que le permita el Congreso.

#### Deuda nacional
Desde 2009, la deuda nacional de Estados Unidos casi ha triplicado su tamaño, con déficits federales anuales que promedian cerca de 1 billón de dólares desde 2001. Durante el siglo XXI, ha aumentado por varias razones, incluidos los recortes de impuestos bajo los presidentes Bush y Trump, las guerras en Irak y Afganistán, prestaciones como la Parte D de Medicare y el gasto en respuesta a la Gran Recesión y la pandemia de COVID-19. Actualmente, Estados Unidos es el país industrializado con la cuarta relación deuda-PIB más alta, detrás de Japón, Italia y Grecia. Además, se prevé que la deuda nacional duplicará el PIB de Estados Unidos para 2051.

#### Reducción del déficit y la deuda
Tanto los expertos en políticas como los políticos están de acuerdo en que abordar el déficit y la deuda implicaba en última instancia aumentar los impuestos y reducir el gasto. Los planes anteriores para aumentar los impuestos incluyeron reducir el número de deducciones, aumentar las tasas para las personas con mayores ingresos y crear nuevos impuestos, mientras que las propuestas para reducir el gasto incluyeron reducir los beneficios del Seguro Social, reducir los pagos de Medicaid y Medicare y recortar el gasto de defensa, entre otros.
Sin embargo, a menudo es complejo ponerlo en práctica, debido a la renuencia de los habitantes a modificar grandes programas como la Seguridad Social o el aumento de impuestos. Históricamente, ningún partido político ha estado dispuesto a reducir el déficit o la deuda cuando estuvo en el poder, aunque la cuestión suele ser la base de las campañas electorales de los candidatos.

### El dólar estadounidense y el endeudamiento
El dólar estadounidense (utilizado intensamente en el comercio internacional) se considera la moneda de reserva mundial por diversas razones, entre ellas la enorme magnitud de la economía estadounidense, la fortaleza geopolítica de Estados Unidos, la relativa estabilidad del dólar y el mercado de deuda estadounidense.
Además, el Compromiso de 1790 (cuando el Secretario del Tesoro, Alexander Hamilton, consiguió que tanto el Secretario de Estado Thomas Jefferson como el Representante James Madison aceptaran asumir las deudas de la Guerra Revolucionaria asumidas por los estados y el Congreso Continental a cambio de ubicar la capital en el río Potomac por Virginia) jugó un papel en esto: debido a que a los tenedores de bonos de la Guerra Revolucionaria se les pagó 100 centavos por dólar, Estados Unidos cumplió con su deuda y estableció un buen crédito. Esto, a su vez, contribuyó a que el dólar se convirtiera en la moneda de reserva mundial.
Como resultado, los acreedores extranjeros (incluidos China, Japón y el Reino Unido) son grandes mercados para la moneda. Esto hace que sea más fácil para el gobierno estadounidense financiar la deuda nacional cobrando tasas de interés más bajas por pedir dinero prestado.

## Reacciones

### Mercados
Los analistas estuvieron siguiendo el debate sobre el aumento del techo de la deuda, manteniendo informados a los inversores sobre ello y advirtiendo sobre las posibles consecuencias de un default. Sin embargo, para el 23 de enero de 2023, los mercados no reaccionaron al debate sobre el techo de la deuda, ya que la expectativa era que el techo de la deuda se elevara a tiempo para evitar el incumplimiento. Los analistas escribieron que, con la excepción de la crisis del techo de deuda de 2011, históricamente los mercados no habían reaccionado a los debates sobre su aumento. Por otro lado, escribieron que si no se aumentaba el techo de la deuda a medida que se acercaba la fecha límite para hacerlo, los precios de las acciones comenzarían a caer y las tasas de interés comenzarían a subir.
El 5 de mayo de 2023, la agencia de calificación crediticia europea Scope colocó la calificación soberana AA de Estados Unidos bajo revisión para una posible rebaja.

### Presupuesto presidencial del 9 de marzo
El 9 de marzo de 2023, el presidente Biden publicó un presupuesto potencial para 2023. En 184 páginas, este presupuesto incluía 3 billones de dólares para reducir el déficit, y los ahorros provenían en gran medida del aumento de impuestos a los ricos y las corporaciones.

## Acuerdo
El 29 de mayo, Patrick McHenry presentó la Ley de Responsabilidad Fiscal de 2023, una legislación bipartidista que implementa el acuerdo entre Biden y McCarthy. El proyecto de ley, que fue respaldado por líderes republicanos y demócratas, incluye las siguientes disposiciones:
- El límite de deuda queda suspendido hasta el 1 de enero de 2025.
- El gasto discrecional tiene un límite durante los años fiscales 2024 y 2025.
- Se rescinden todos los fondos no utilizados asignados durante la pandemia de COVID-19.
- Se rescinden 1400 millones de dólares de los 80 000 millones de dólares[43] de financiación adicional para el Servicio de Impuestos Internos proporcionados por la Ley de Reducción de la Inflación de 2022.
- Se requiere que la administración opere bajo un sistema de reparto: cualquier regulación ejecutiva cuya implementación cueste más dinero del que genera sólo puede realizarse si una cantidad igual o mayor de dinero se rescinde de otros programas federales; este sistema es renunciable por la Oficina de Gerencia y Presupuesto.
- La moratoria de pago de préstamos estudiantiles promulgada en 2020 finaliza el 1 de septiembre de 2023; el plan de condonación parcial de préstamos estudiantiles introducido por la administración Biden no se ve afectado.
- Los requisitos laborales para los beneficiarios adultos del Programa Asistencial de Nutrición Suplementaria sin dependientes se amplían para aplicarse a los menores de 51 años en el año fiscal 2023, a los de 53 años en el año fiscal 2024 y a los menores de 55 años en los años fiscales 2025 a 2030 (actualmente, sólo los menores de 50 años deben trabajar para ser elegibles). Los veteranos y las personas sin hogar están exentos de esta disposición.
- Obtener un permiso federal para proyectos energéticos se hace más fácil, especialmente en lo que respecta al oleoducto Mountain Valley.

El 30 de mayo, el Comité de Reglas acordó enviar el proyecto de ley al pleno de la Cámara por 7 votos a 6, y los republicanos Ralph Norman y Chip Roy se unieron a todos los miembros demócratas del Comité para votar en contra. El proyecto de ley fue aprobado por la Cámara el 31 de mayo y el Senado el 1 de junio. Biden lo promulgó el 3 de junio.